# Lycophron
Pour les articles homonymes, voir Lycophron (homonymie).
Lycophron de Chalcis  (en grec ancien Λυκόφρων ὁ Χαλκιδεύς  / Lukóphrôn ho Khalkideús) est un poète grec du IVe siècle av. J.-C., né dans les années 320 av. J.-C. à Chalcis en Eubée, et mort vers 280 av. J.-C.
Selon la Souda, il vécut en Égypte, à la cour de Ptolémée II. Il fit un grand nombre de tragédies et de poésies diverses. Il était considéré selon le canon alexandrin comme l'un des sept poètes de la Pléiade tragique et de la Pléiade poétique.

## Œuvre

### Tragédies
Il ne reste de lui que des fragments des vingt tragédies en vers qu'il a composées et le texte complet d'un poème tragique (monodrame) intitulé Alexandra. La Souda byzantine recense Éole, Symmakhoi (Les Alliés), Andromède, Chrysippe, Les filles d'Éole, Les filles de Pélops, Éléphénor, Héraklès, Hippolyte, Cassandreis, Laïos, Les Marathoniens, Ménédème, Nauplius, Œdipe (deux versions), Orphanos, Penthée, Les suppliantes, Télégone, L'Étranger (Alétès).
Ses tragédies étaient fort appréciées, notamment par le philosophe Ménédème d'Érétrie, bien que Lycophron l'ait ridiculisé dans sa pièce satirique Ménédème, dont il nous reste cinq lignes.

### Alexandra
Son poème intitulé Alexandra (Ἀλεξάνδρα, autre nom de la Troyenne Cassandre, fille du roi Priam) est le seul qui nous soit parvenu en entier. On en possède aussi des scholies, réalisées bien plus tard, au XIIe siècle, par les frères Tzétzès. Alexandra est une longue prédiction des malheurs réservés à la cité de Troie et aux Grecs venus l'assiéger après l'enlèvement d'Hélène par le frère de Cassandre (Pâris Alexandre), qui se dirige vers Sparte au moment où elle profère ses sinistres prophéties, comme l'explique le messager venu les rapporter à Priam et dont la récitation mot pour mot du « dit d'Alexandra » à son maître constitue le corps du poème. Cette « litanie rapportée » est écrite dans un style « oraculaire », énigmatique et difficile (vocabulaire, syntaxe, références mythologiques, énigmes, anagrammes, assonances, allitérations, allusions à d'autres artifices tels que les palindromes et à la tradition du boustrophédon…) par un Lycophron évidemment au fait de tous ces événements « alors à venir ». Il laisse donc, comme le messager du poème, la parole à une Cassandre qui mérite ici plus qu'ailleurs, selon certains auteurs modernes, son nom d'« Alexandra », celle qui porte malheur aux hommes et auxquels elle fait rempart en condamnant leurs folies meurtrières.
Le texte est rédigé en 1 474 vers en trimètre iambique. Il accorde surtout une large place à une certaine intertextualité (Lycophron y retravaille, par exemple, les mots de l'Agamemnon d'Eschyle) qui donne au texte une grande modernité, même si de tels chevauchements de contenus n'ont rien de surprenant dans la littérature antique, ni plus spécifiquement dans ce texte au genre décidément indéfini (parler de « poème tragique » ou de « tragédie » ne suffit pas à résumer ses caractéristiques empruntant à des genres spécifiques divers), ni surtout dans un texte rédigé par un visiteur assidu de la Bibliothèque d'Alexandrie sous Ptolémée II Philadelphe, connu comme promoteur de la culture hellénistique, qui a chargé Lycophron, « poète grammairien », de classer les comédies de la Bibliothèque. Le texte contient dans sa dernière partie une référence à Alexandre le Grand qui voulait unir dans son grand empire l'Asie à l'Europe. Mais cette « révérence » n'est pas claire, l'interprétation des quelques vers concernés ne fait pas l'unanimité et il pourrait même s'agir d'une interpolation.
La langue et le style d'Alexandra étaient déjà considérés comme difficiles et obscurs par les auteurs antiques eux-mêmes (comme Stace qui le qualifie d'obscur ou Lucien de Samosate, qui parle de « langue difficile à comprendre »). Clément d'Alexandrie considère que le poème « Alexandra de Lycrophon, comme les vers de Callimaque et d'Euphorion, constitue pour les grammairiens un exercice athlétique dans l'exégèse ». Mikhaïl Gasparov souligne que même la langue savante de Callimaque paraît simple et claire en comparaison de celle de Lycophron.

### Éditions de Lycophron
- Alexander W. Mair, Callimachus, Hymns and Epigrams. Aratus, Phaenomena. Lycophron, Alexandra, Cambridge, Harvard University Press, 1921.
- Lorenzo Mascialino, Lycophronis Alexandra, Leipzig, Teubner, 1964.
- Pascal Quignard, Lycophron. Alexandra, Paris, Mercure de France, 1971 ; traduction rééditée et accompagnée d'un texte inédit du traducteur, sous le titre Lycophron et Zétès, Poésie Gallimard, 2010.
- Massimo Fusillo, Guido Paduano et André Hurst, Licofrone. Alessandra, Milan, Guerini, 1991.
- Valeria Gigante Lanzara, Licofrone. Alessandra, Milan, Rizzoli, 2000.
- Gérard Lambin, L’Alexandra de Lycophron, Rennes, Presses universitaires de Rennes, 2005.
- Lycophron, Cassandre. Traduction, notes et commentaire de Pascale Hummel, Chambéry, Éditions Comp'Act, 2006.
- Lycophron, Alexandra, texte établi, traduit et annoté par André Hurst en collaboration avec A. Kolde, Paris, Belles Lettres, 2008.
- Lycophron, Alexandra, texte établi, traduit, présenté et annoté par Cédric Chauvin et Christophe Cusset, Paris, L'Harmattan,2008.

### Études savantes
- La Cassandre de Lycophron, traduite et annotée par Félix Désiré Dehèque. Paris: A. Durand, 1853. (Lire en ligne)
- (de) Konrat Ziegler, « Lykophron (8) », Realencyclopädie der classischen Altertumswissenschaft, 1927, p. 2316-2382.
- (de) S. Josifović, « Lykophron », Realencyclopädie der classischen Altertumswissenschaft. Suppl. XI, 1968, p. 888-930.
- (it) Maria Grazia Ciani, « Scritto con mistero. Osservazioni sull'oscurità di Licofrone », Giornale italiano di filologia, XXV, 1973, p. 132-148.
- (de) Maria Grazia Ciani, Lexikon zu Lycophron, Hildesheim, Olms, 1975.
- (it) Andrea Del Ponte, « Lycophronis Alexandra : la versificazione e il mezzo espressivo », Studi italiani di filologia classica, 53, 1981, p. 101-133.
- (en) Stephanie West, « Notes on the Text of Lycophron », Classical Quarterly, 33, 1, 1983, p. 114-135.
- (en) Stephanie West, « Lycophron Italicised », Journal of Hellenic Studies, 104, 1984, p. 127-151.
- (en) Peter Marshall Fraser, « Lycophron », dans S. Hornblower et A. Spawforth (éd.), The Oxford Classical Dictionary, Oxford, Oxford University Press, 1996, p. 895-97.
- André Hurst, « Lycophron : la condensation du sens, le comique et l'« Alexandra » », dans M. Trédé et P. Hoffmann (éd.), Le Rire des Anciens. Actes du colloque international, Université de Rouen, École normale supérieure, 11-13 janvier 1995, Paris, Presses de l'École normale supérieure, 1998, p. 177-187.
- (de) Bernhard Zimmermann, « Lykophron (4) », Der neue Pauly: Enzyklopädie der Antike, 1999, p. 569-570.
- (en) Stephanie West, « Lycophron’s Alexandra : “Hindsight as Foresight Makes No Sense”? », dans M. Depew et D. Obbink (éd.), Matrices of Genre. Authors, Canons, and Society, Cambridge (Mass.), Harvard University Press, 2000, p. 153-166.
- (it) Pietro Luigi Leone, Scholia vetera et paraphrases in Lycophronis Alexandram, Galatina, Congedo, 2002.